# Мезонин поэзии
«Мезони́н поэ́зии» — поэтическое объединение эгофутуристов, существовавшее в Москве в 1913—1914 годах.

## История возникновения

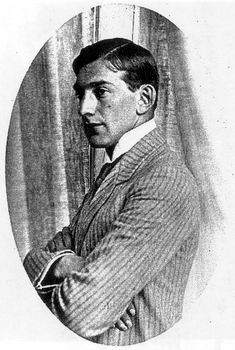
Основатель и лидер «Мезонина поэзии» Вадим Шершеневич

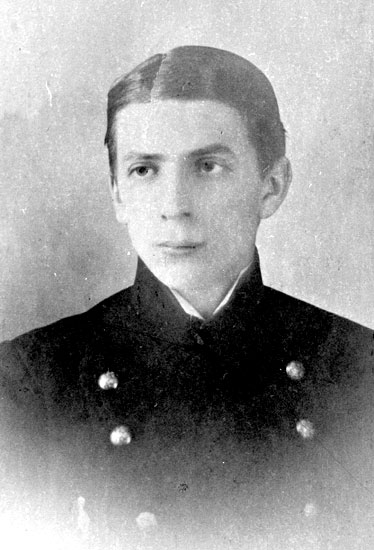
Рюрик Ивнев

«Мезонин поэзии» сформировался вокруг одноимённого издательства, созданного в Москве летом 1913 года поэтом Вадимом Шершеневичем. К тому времени он, преодолев влияние символистов Константина Бальмонта, Валерия Брюсова, Александра Блока, сблизился с эгофутуристами, жившими в Санкт-Петербурге — Игорем Северянином и Иваном Игнатьевым, публиковался в сборниках эгофутуристов.
Претендуя на передовую позицию в русском футуризме, Шершеневич стал лидером нового поэтического объединения. Его участниками стали Рюрик Ивнев, Лев Зак (выступавший под псевдонимом Хрисанф), Сергей Третьяков, Константин Большаков, Борис Лавренёв и другие.

## Литературная позиция
Несмотря на то, что Шершеневич был сторонником итальянского футуризма Филиппо Маринетти, «Мезонин поэзии» не имел чётко определённой поэтической и эстетической теории. Идеология объединения строилась на резком противопоставлении другим футуристическим объединениям — в частности, «Гилее» и «Центрифуге», что обозначается и в программных статьях Льва Зака «Увертюра» и «Перчатка кубофутуристам». Шершеневич считал стихи лидеров «Центрифуги» Сергея Боброва и Николая Асеева искусственными и схоластическими, а гилейцев обвинял в том, что они навязывают читателю ложную футуристическую поэзию: «Кому на суд должны мы, молодые, гениальные эгофутуристы, отдавать свои поэзы!.. Как же можем мы претендовать на недоумение публики, если ей критикой преподносится под ярлыком „эгофутуризм“ безграмотная мазня г.г. „Гиляйцев“ и сотрудников „Союза молодёжи“?» Бобров, в свою очередь, считал нелепостью поэтическую деятельность Шершеневича, который неправильно понял и опошлил суть эгофутуризма.
Несмотря на противоборство, в 1913 году по инициативе Шершеневича состоялась встреча между представителями московского эго- и кубофутуризма. «Мезонин поэзии» представляли Шершеневич, Зак, Большаков, Третьяков, художник Борис Фриденсон, кубофутуристов — Давид Бурлюк, Николай Бурлюк, Алексей Кручёных. Целью встречи была координация действий, однако, по воспоминаниям Лавренёва, «разговор шёл вяло и бестолково». Давид Бурлюк считал, что объединение двух направлений невозможно, обвинял оппонентов в реакционности: «Вы эгоисты, а мы хлебниковцы, гилейцы, всемиряне». Договорённостей достичь не удалось.
«Мезонин поэзии» считался в тогдашнем литературном сообществе объединением умеренного футуризма, основанного скорее на издательских интересах участников, нежели на общей идеологии. Литературовед Вера Терёхина называет участников «Мезонина поэзии» эпигонами.

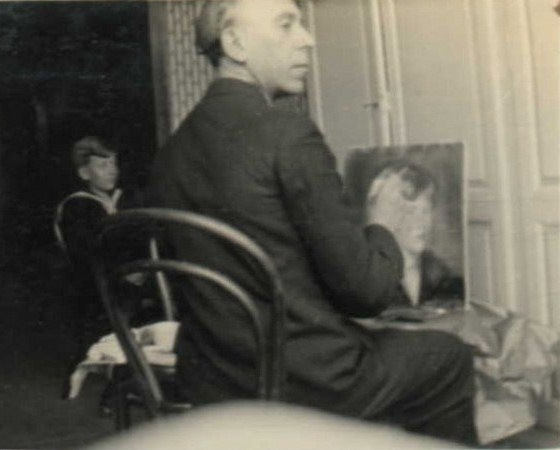
Идеолог объединения Лев Зак

## Издания
«Мезонин поэзии» за время существования выпустил три альманаха, вышедших в 1913 году: «Вернисаж», «Пир во время чумы» и «Крематорий здравомыслия». Первые два альманаха иллюстрировал Лев Зак, третий — Борис Фриденсон.
Значительное место в изданиях помимо Шершеневича занимал Ивнев. Именно в сборниках «Мезонина поэзии» состоялись первые публикации Сергея Третьякова и Бориса Лавренёва, который вскоре оставил футуризм и впоследствии стал значительным советским писателем и драматургом.
Среди участников изданий «Мезонина поэзии» были поэты, не входившие в объединение — в частности, эгофутурист Игорь Северянин, кубофутуристки Елена Гуро и Екатерина Низен, символистка Надежда Львова.

## Распад
Объединение распалось весной 1914 года. По мнению Веры Терёхиной, этому способствовали идеологические различия между участниками «Мезонина поэзии». Так, Лев Зак стремился к большей умеренности — в частности, он был не согласен с придуманным Шершеневичем названием альманаха «Крематорий здравомыслия». В то же время Третьяков и Большаков тяготели к левому крылу.
Шершеневич в это время ненадолго сблизился с кубофутуристами. В марте 1914 года «Мезонин поэзии» совместно с «Гилеей» в Москве выпустил ставший единственным номер «Первого журнала русских футуристов».
Впоследствии Шершеневич объявил о смерти футуризма и стал одним из основоположников имажинизма. Большаков, Ивнев и Третьяков стали участниками «Центрифуги».